# シカゴ (原子力潜水艦)
|          |                                                                           |
| 艦歴     |                                                                           |
| 発注     | 1981年8月13日                                                             |
| 起工     | 1983年1月5日                                                              |
| 進水     | 1984年10月13日                                                            |
| 就役     | 1986年10月27日                                                            |
| 退役     | 2023年1月24日                                                             |
| 除籍     | 2023年7月21日                                                             |
| その後   | 除籍                                                                      |
| 母港     | ハワイ州真珠湾                                                            |
| 性能諸元 |                                                                           |
| 排水量   | 満載：6,162トン 基準：5,759トン                                           |
| 全長     | 110.3m（362ft）                                                           |
| 全幅     | 10m（33ft）                                                               |
| 喫水     | 9.4m（31ft）                                                              |
| 最大速力 | 水上25kt（46km/h） 水中30+kt（56km/h）                                    |
| 潜行深度 | 290m（950ft）                                                             |
| 機関     | S6G reactor 1基                                                           |
| 兵装     | 533mm魚雷発射管4門 （Mk.48魚雷・機雷） VLS12基 （トマホーク巡航ミサイル） |
| 乗員     | 士官123名、兵員98名                                                       |
| モットー | Windy City                                                                |
|          |                                                                           |

シカゴ（USS Chicago, SSN-721）は、アメリカ海軍のロサンゼルス級原子力潜水艦の34番艦。艦名はイリノイ州シカゴに因んで命名された。その名を持つ艦としてはボルチモア級重巡洋艦14番艦(CA-136/CG-11)以来4隻目。

## 艦歴
シカゴの建造は1981年8月13日にバージニア州ニューポート・ニューズのニューポート・ニューズ造船所に発注され、1983年1月5日に起工した。1984年10月13日にヴィッキ・アン・ペーズリー夫人によって命名・進水し、1986年10月27日に艦長ロバート・エーヴリー中佐の指揮下就役した。
1996年の初めにシカゴはRQ-1 プレデター無人偵察機を遠隔操縦するのに成功した。RQ-1は6,000m（20,000ft）の高度に達し、潜水艦から185km（100nmi）の距離まで到達した。シカゴは潜望鏡深度からRQ-1を操縦した。
2005年の夏、シカゴは仮想潜望鏡（潜水艦が水面近くまで浮上することなく水上偵察が可能になるシステム）をテストした。セイル上部に装着された小型カメラは、水面をレンズとして光を集め、下方に屈折させる。その光を高速信号処理ソフトウェアが分析して、表面上にある物体の像を再構成する。船を識別することはできないが、水上に物体が存在するのを知ることができ、水上30mの高さの物体が1,600mの距離にあるのを確認できる。十分な光がある場合、カメラは30-60mの水深で物体を確認することができる。
シカゴは2023年1月24日に退役し、解役工事のためにピュージェット・サウンド海軍造船所に回航された。7月21日に除籍され、正式に引退した。